# إصابة كارثية
الإصابة الكارثية إصابة شديدة في العمود الفقري أو الحبل الشوكي أو الدماغ. وتشمل الإصابات الكارثية أيضًا كسور الجمجمة والعمود الفقري. هذه الإصابات مجموعة فرعية من الإصابات التي يشملها تعريف المصطلح القانوني الإصابة الكارثية، والمبني على التعريف المستخدم من قبل الجمعية الطبية الأمريكية.
يصنف المركز الوطني لأبحاث الإصابات الرياضية الكارثية في الولايات المتحدة الإصابات الكارثية بناء على نتائجها الثلاث المحتملة: إصابات تسبب الوفاة وإصابات تسبب إعاقة وظيفية شديدة دائمة وإصابات تسبب رضًا شديدًا في الرأس أو الرقبة دون إعاقة دائمة. يمكن أن تكون الوفاة نتيجةً مباشرة للرض الذي يحدث في أثناء النشاط الرياضي أو نتيجة غير مباشرة له. تحدث الإصابة الكارثية غير المميتة غير المباشرة نتيجة لفشل في أجهزة الجسم سببه الجهد المبذول في أثناء النشاط، مثل أمراض القلب والأوعية الدموية أو أمراض الحرارة أو نقص صوديوم الدم الجهدي أو التجفاف أو مضاعفات لإصابة غير مميتة. عادة ما تحدث الوفيات غير المباشرة بسبب أمراض القلب والأوعية الدموية، مثل اعتلال عضلة القلب الضخامي ومرض القلب التاجي.
يمكن أن تكشف الإصابة المميتة عن «خلل تشريحي أو فيزيولوجي مُسبب» غير معروف. يجب على الأفراد الذين يعانون من بعض الشذوذات التشريحية تجنّب المشاركة في بعض الأنشطة الرياضية. فمثلًا، يجب على الأفراد الذين يعانون من شذوذ تشريحي في النتوء السني للمحور (الفقرة العنقية الثانية) تجنب رياضات الاحتكاك المباشر، لأن أي رض عنيف يمكن أن يؤدي إلى إصابة كارثية. سبب ذلك أن النتوء السني المشوه يؤدي إلى تقلقل بين الأطلس (الفهقة) والمحور (الفقرتين العنقيتين الأولى والثانية). يجب أن يمتنع الذين يعانون من الالتحام بين الأطلس والقذال عن رياضات الاحتكاك المباشر أيضًا.

## الإصابات الكارثية تبعًا للنشاط
يمكن أن تؤدي المشاركة في أي نشاط رياضي أو ترفيهي إلى حدوث إصابة رياضية كارثية، خاصة إذا مورست الرياضة دون إشراف أو أُهملت تدابير الحماية المستخدمة فيها. الوفيات المباشرة في الرياضة نادرة، وتكون معظم الوفيات الرياضية غير مباشرة ومرتبطة بوجود مشكلات القلب والأوعية الدموية غير المتعلقة بالرياضة.
في الولايات المتحدة، يُسجل أكبر معدل للإصابات الكارثية بالنسبة لعدد السكان في رياضة كرة القدم الأمريكية، بينما يرتبط التشجيع بأكبر معدل للإصابات الكارثية المباشرة في المدارس والجامعات.
يكون رضّ العمود الفقري العنقي أكثر انتشارًا في الألعاب الرياضية والأنشطة التي تنطوي على الاحتكاك والتصادم، وخاصة كرة القدم الأمريكية والرغبي وهوكي الجليد والجمباز والتزلج والمصارعة والغوص. ذكر تقرير صدر عام 2005 عن المركز الوطني لأبحاث الإصابات الرياضية الكارثية في الولايات المتحدة أن الرياضات التي يجب توجيه الاهتمام إلى الإصابات الكارثية المحتملة فيها هي كرة القدم الأمريكية وهوكي الجليد والبيسبول والمصارعة والجمباز وسباقات المضمار والميدان.
معدل الإصابة الكارثية أعلى بأربع مرات في الجامعات مقارنة بالمدارس الثانوية في الولايات المتحدة. تسبب الرياضة نحو 5% إلى 10% من كل إصابات العمود الفقري العنقي والحبل الشوكي في الولايات المتحدة، و15% في أستراليا. معدل الإصابة الكارثية في جميع الألعاب الرياضية منخفض، إذ يبلغ أقل من 0.5 لكل 100000 مشارك.
تشير دراسة أجريت في مقاطعة أونتاريو في كندا استنادًا إلى البيانات الوبائية من الأعوام 1986 و1989 و1992 و1995 إلى أن أكبر معدل للإصابات الكارثية يحدث في رياضة عربة الجليد الآلية وركوب الدراجات وهوكي الجليد والتزلج. ومن بين 2,154 إصابة كارثية مسجلة، بلغت إصابات الذكور 1,756 إصابة مقابل 368 إصابة لدى الإناث. كان النشاط الوحيد في الدراسة الذي فاقت إصابات الإناث فيه إصابات الذكور الفروسية. وذكرت الدراسة أيضًا أن معدل الإصابات الكارثية في الرياضات الميدانية والأرضية منخفض نسبيًا، وأن شهر يوليو الأعلى في معدل الإصابات. سبّب الغرق 357 حالة وفاة، وسجلت 640 إصابة في الرأس و443 إصابة في العمود الفقري.
وجدت الدراسة أن 79.2% من الإصابات كانت الوقاية منها ممكنة. ومن بين أكثر من 1,500 حالة، انطوت 346 منها على استهلاك الكحول، وجرت ممارسة الرياضة في 1,236 حالة دون إشراف. حدثت معظم الإصابات المرتبطة بالكحول في أثناء قيادة عربة الجليد الآلية (124)، وصيد الأسماك (41)، والغوص (40)، وركوب القوارب باستثناء ركوب الزوارق (31)، والسباحة (31)، وركوب الدراجة الرباعية (24)، وركوب الدراجات (23). خلصت دراسات أخرى إلى أن استهلاك الكحول عامل خطر شائع «مرتبط بجميع أنواع التعرض» (أي الأنشطة الرياضية) في إصابات الدماغ الرضية.

### تصنيف الرياضات تبعًا لدرجة الاحتكاك
صنفت الأكاديمية الأمريكية لطب الأطفال الرياضات بناءً على احتمال التصادم والاحتكاك. وأوصت بتجنب ممارسة الملاكمة.
تشمل الرياضات المصنفة على أنها رياضات احتكاك وتصادم كرة السلة والملاكمة والغوص وهوكي الميدان وكرة القدم وهوكي الجليد واللكروس والفنون القتالية والروديو والرغبي والقفز التزلجي وكرة القدم وكرة اليد الجماعية وكرة الماء والمصارعة.
تشمل الرياضات المصنفة على أنها رياضات احتكاك محدود البيسبول وركوب الدراجات والتشجيع وركوب الزوارق والكياك في المياه البيضاء ومبارزة السلاح والهوكي الأرضي وكرة القدم العلم والجمباز وكرة اليد وركوب الخيل وكرة الراح والتزحلق (التزحلق على الجليد والتزحلق بالعجلات والتزحلق المُضمن) والتزلج (التزلج الريفي والتزلج على المنحدرات والتزلج على الماء) والتزلج على اللوح وركوب لوح الثلج والكرة اللينة والإسكواش والألتيميت والكرة الطائرة وركوب القوارب الشراعية أو ركوب الأمواج، وسباقات المضمار والميدان والوثب العالي والوثب بالزانة.
تشمل الرياضات المصنفة على أنها رياضات بلا احتكاك النبالة والريشة الطائرة وكمال الأجسام والبولينج وركوب الزوارق والكياك في المياه المسطحة والكرلنغ والرقص والجولف والسباق الموجه ورياضة القوة وسباق المشي والرماية والقفز على الحبل والتجديف والجري والإبحار والغوص بجهاز التنفس والسباحة وتنس الطاولة والتنس ورفع الأثقال ورمي القرص ورمي الرمح ورمي الجلة وجميع سباقات المضمار.

### كرة القدم الأمريكية
من عام 1945 إلى عام 2005، سُجلت 497 حالة وفاة، 9% منها نتجت عن إصابة في الدماغ و16% عن إصابة في الحبل الشوكي. الإصابة الكارثية الأكثر انتشارًا في كرة القدم الأمريكية حاليًا هي إصابة الحبل الشوكي العنقي، والتي تعد أيضًا «السبب الرئيسي الثاني للوفيات الناتجة عن كرة القدم». يُعزى الانخفاض بنسبة 84% في إصابات الرأس وانخفاض الوفيات بنسبة 74% بشكل مباشر إلى تنفيذ معايير اللجنة الوطنية لمعايير المعدات الرياضية فيما يتعلق بخوذات كرة القدم وتغييرات القواعد.
يتعلق أعلى معدل لإصابات الحبل الشوكي العنقي في الولايات المتحدة بالنسبة لعدد السكان برياضة كرة القدم. من عام 1977 إلى عام 2001، بلغ معدل إصابة الحبل الشوكي العنقي بين المشاركين في المدارس الثانوية والجامعات والمحترفين 0.52 و1.55 و14 لكل 100000 مشارك على التوالي.
من عام 1982 إلى عام 1988، ارتبطت 75% من الوفيات المباشرة و40% من الوفيات غير المباشرة في الرياضات الجامعية بكرة القدم. بالنسبة للرياضيين في المدارس الثانوية، كانت المعدلات 75% و33% على التوالي. تنتج الوفيات غير المباشرة عادةً عن قصور القلب أو الإجهاد الحراري. تُعزى الوفيات غير المباشرة في كرة القدم في المدارس الثانوية والجامعات إلى ضربة الشمس والحالات المرتبطة بالقلب والتهاب السحايا الفيروسي وصعقات البرق.